# Lamar, Arkansas
Lamar là một thành phố thuộc quận Johnson, tiểu bang Arkansas, Hoa Kỳ. Năm 2010, dân số của thành phố này là 1605 người.

## Dân số
- Dân số năm 2000: 1415 người.
- Dân số năm 2010: 1605 người.